# Leptoneta berlandi
Espèce
Leptoneta berlandi est une espèce d'araignées aranéomorphes de la famille des Leptonetidae.

## Distribution
Cette espèce est endémique du Portugal. Elle se rencontre au Monte Pedral à Porto.

## Publication originale
- Machado & Ribera, 1986 : Araneidos cavernicolas de Portugal: familia Leptonetidae (Araneae). Actas 10 Congreso Internacional de Aracnologi a Jaca (Espana) Septiembre 1986, vol. 1, p. 355-366.